# Huang Liping
Huang Liping (kinesiska: 黃 力平), född den 9 april 1973 i Wuhan, Hubei, är en kinesisk gymnast.
Han tog OS-silver i lagmångkampen i samband med de olympiska gymnastiktävlingarna 1996 i Atlanta.